# Wann Langston, Jr.
Wann Langston, Jr. (10 de julio de 1921 – 7 de abril de 2013) fue un paleontólogo y profesor estadounidense de la Universidad de Texas en Austin.

## Biografía
Langston trabajó sobre varios tipos de reptiles y anfibios en su larga carrera, comenzando con la descripción en 1950 (junto con J. Willis Stovall) del dinosaurio terópodo Acrocanthosaurus. Langston fue luego contratado por el 
National Museum of Canada en 1954 para reemplazar a Charles M. Sternberg y trabajó en el oeste de Canadá y en la isla Príncipe Eduardo hasta 1962. Uno de sus mayores hallazgos, realizado con Loris Russell, fue el redescubrimiento del lecho de huesos de Pachyrhinosaurus en Scabby Butte, hallado por Sternberg.  Langston, junto a un pequeño equipo de trabajo de campo, excavó el lecho de huesos de Scabby Butte en 1957, descubriendo varios cráneos y varios cientos de huesos allí. Él se dirigió a la Universidad de Texas en 1969, convirtiéndose en el segundo director del Laboratorio de Paleontología de Vertebrados, en dónde trabajaría en muchos proyectos, incluyendo su labor en los vertebrados del Cretácico del Parque nacional Big Bend. Entre los hallazgos a los que se dedicaron él y sus estudiantes se incluyen el pterosaurio gigante Quetzalcoatlus y una variedad de reptiles del Pérmico y el Mesozoico. Él se retiró en 1986, pero continuó activo en el campo. En 2007, Langston fue el vigésimo destinatario de la Medalla A. S. Romer-G. G. Simpson de la Society of Vertebrate Paleontology, el más alto honor concedido por esta sociedad.
Langston murió de causas naturales unos pocos días después del Simposio de la Sociedad Geológica de América realizado en su honor en el encuentro de la South Central de la Sociedad Geológica de América realizado en Austin, Texas.

## Eponimia
- Los animales nombrados por Langston incluyen al terópodo Acrocanthosaurus (1950), el dinosaurio hadrosáurido Lophorhothon (1960), y el microsaurio Carrolla (1986). Los mesoeucrocodilianos Langstonia, Akanthosuchus langstoni y Albertochampsa langstoni, el terópodo Saurornitholestes langstoni y el paquicefalosaurio Texacephale langstoni fueron nombrados en su honor.

## Publicaciones seleccionadas
- Stovall, J.W., & W. Langston, Jr. 1950. Acrocanthosaurus atokensis, a new genus and species of Lower Cretaceous Theropoda from Oklahoma. American Midland Naturalist 43(4):686-728.
- Langston, Jr., W. 1952. The first embolomerous amphibians from New Mexico. Journal of Geology 61(1):68-71.
- Langston, Jr., W., & J.W. Durham. 1955. A sauropod dinosaur from Colombia. Journal of Paleontology 29(6):1047-1051.
- Langston, Jr., W. 1959. Anchiceratops from the Oldman Formation of Alberta. National Museum of Canada Natural History Papers 3:1-11.
- Langston, Jr., W. 1960. The vertebrate fauna of the Selma Formation of Alabama. Part VI. The dinosaurs. Fieldiana: Geology Memoirs 3(6):315-361.
- Langston, Jr., W. 1963. Fossil vertebrates and the Late Paleozoic red beds of Prince Edward Island. National Museum of Canada, Bulletin 187, 36 p.
- Langston, Jr., W. 1965. Fossil crocodilians from Colombia and the Cenozoic History of the Crocodylia in South America. University of California Publications of Geological Sciences, 52: 1-127.
- Langston, Jr., W. 1967. The thick-headed ceratopsian dinosaur Pachyrhinosaurus (Reptilia: Ornithischia), from the Edmonton Formation near Drumheller, Canada. Canadian Journal of Earth Sciences 4:171-186.
- Langston, Jr., W. 1974. Nonmammalian Comanchean tetrapods. Geoscience and Man 8:77-102.
- Langston, Jr., W. 1975. The ceratopsian dinosaurs and associated lower vertebrates from the St. Mary River Formation (Maestrichtian) at Scabby Butte, southern Alberta. Canadian Journal of Earth Sciences 12:1576-1608.
- Langston, Jr., W. 1976. A late Cretaceous vertebrate fauna from the St. Mary River Formation in western Canada. in Churcher, C.S. (ed.): Athlon. Toronto: Royal Ontario Museum, 114-133.
- Langston, Jr., W. 1986. Carrolla craddocki; a new genus and species of microsaur from the Lower Permian of Texas. The Pearce-Sellards series (43)1-20.